# 1697
Portal Geschichte | Portal Biografien | Aktuelle Ereignisse | Jahreskalender | Tagesartikel

◄ |
16. Jahrhundert |
17. Jahrhundert
| 18. Jahrhundert | ►

◄ |
1660er |
1670er |
1680er |
1690er
| 1700er | 1710er | 1720er | ►

◄◄ |
◄ |
1693 |
1694 |
1695 |
1696 |
1697
| 1698 | 1699 | 1700 | 1701 | ► | ►►
Staatsoberhäupter  · Nekrolog   · Musikjahr
| Januar | Januar | Januar | Januar | Januar | Januar | Januar | Januar |
| Kw     | Mo     | Di     | Mi     | Do     | Fr     | Sa     | So     |
| 1      |        | 1      | 2      | 3      | 4      | 5      | 6      |
| 2      | 7      | 8      | 9      | 10     | 11     | 12     | 13     |
| 3      | 14     | 15     | 16     | 17     | 18     | 19     | 20     |
| 4      | 21     | 22     | 23     | 24     | 25     | 26     | 27     |
| 5      | 28     | 29     | 30     | 31     |        |        |        |
| ------ | ------ | ------ | ------ | ------ | ------ | ------ | ------ |

| Februar | Februar | Februar | Februar | Februar | Februar | Februar | Februar |
| Kw      | Mo      | Di      | Mi      | Do      | Fr      | Sa      | So      |
| 5       |         |         |         |         | 1       | 2       | 3       |
| 6       | 4       | 5       | 6       | 7       | 8       | 9       | 10      |
| 7       | 11      | 12      | 13      | 14      | 15      | 16      | 17      |
| 8       | 18      | 19      | 20      | 21      | 22      | 23      | 24      |
| 9       | 25      | 26      | 27      | 28      |         |         |         |
| ------- | ------- | ------- | ------- | ------- | ------- | ------- | ------- |

| März | März | März | März | März | März | März | März |
| Kw   | Mo   | Di   | Mi   | Do   | Fr   | Sa   | So   |
| 9    |      |      |      |      | 1    | 2    | 3    |
| 10   | 4    | 5    | 6    | 7    | 8    | 9    | 10   |
| 11   | 11   | 12   | 13   | 14   | 15   | 16   | 17   |
| 12   | 18   | 19   | 20   | 21   | 22   | 23   | 24   |
| 13   | 25   | 26   | 27   | 28   | 29   | 30   | 31   |
| ---- | ---- | ---- | ---- | ---- | ---- | ---- | ---- |

| April | April | April | April | April | April | April | April |
| Kw    | Mo    | Di    | Mi    | Do    | Fr    | Sa    | So    |
| 14    | 1     | 2     | 3     | 4     | 5     | 6     | 7     |
| 15    | 8     | 9     | 10    | 11    | 12    | 13    | 14    |
| 16    | 15    | 16    | 17    | 18    | 19    | 20    | 21    |
| 17    | 22    | 23    | 24    | 25    | 26    | 27    | 28    |
| 18    | 29    | 30    |       |       |       |       |       |
| ----- | ----- | ----- | ----- | ----- | ----- | ----- | ----- |

| Mai | Mai | Mai | Mai | Mai | Mai | Mai | Mai |
| Kw  | Mo  | Di  | Mi  | Do  | Fr  | Sa  | So  |
| 18  |     |     | 1   | 2   | 3   | 4   | 5   |
| 19  | 6   | 7   | 8   | 9   | 10  | 11  | 12  |
| 20  | 13  | 14  | 15  | 16  | 17  | 18  | 19  |
| 21  | 20  | 21  | 22  | 23  | 24  | 25  | 26  |
| 22  | 27  | 28  | 29  | 30  | 31  |     |     |
| --- | --- | --- | --- | --- | --- | --- | --- |

| Juni | Juni | Juni | Juni | Juni | Juni | Juni | Juni |
| Kw   | Mo   | Di   | Mi   | Do   | Fr   | Sa   | So   |
| 22   |      |      |      |      |      | 1    | 2    |
| 23   | 3    | 4    | 5    | 6    | 7    | 8    | 9    |
| 24   | 10   | 11   | 12   | 13   | 14   | 15   | 16   |
| 25   | 17   | 18   | 19   | 20   | 21   | 22   | 23   |
| 26   | 24   | 25   | 26   | 27   | 28   | 29   | 30   |
| ---- | ---- | ---- | ---- | ---- | ---- | ---- | ---- |

| Juli | Juli | Juli | Juli | Juli | Juli | Juli | Juli |
| Kw   | Mo   | Di   | Mi   | Do   | Fr   | Sa   | So   |
| 27   | 1    | 2    | 3    | 4    | 5    | 6    | 7    |
| 28   | 8    | 9    | 10   | 11   | 12   | 13   | 14   |
| 29   | 15   | 16   | 17   | 18   | 19   | 20   | 21   |
| 30   | 22   | 23   | 24   | 25   | 26   | 27   | 28   |
| 31   | 29   | 30   | 31   |      |      |      |      |
| ---- | ---- | ---- | ---- | ---- | ---- | ---- | ---- |

| August | August | August | August | August | August | August | August |
| Kw     | Mo     | Di     | Mi     | Do     | Fr     | Sa     | So     |
| 31     |        |        |        | 1      | 2      | 3      | 4      |
| 32     | 5      | 6      | 7      | 8      | 9      | 10     | 11     |
| 33     | 12     | 13     | 14     | 15     | 16     | 17     | 18     |
| 34     | 19     | 20     | 21     | 22     | 23     | 24     | 25     |
| 35     | 26     | 27     | 28     | 29     | 30     | 31     |        |
| ------ | ------ | ------ | ------ | ------ | ------ | ------ | ------ |

| September | September | September | September | September | September | September | September |
| Kw        | Mo        | Di        | Mi        | Do        | Fr        | Sa        | So        |
| 35        |           |           |           |           |           |           | 1         |
| 36        | 2         | 3         | 4         | 5         | 6         | 7         | 8         |
| 37        | 9         | 10        | 11        | 12        | 13        | 14        | 15        |
| 38        | 16        | 17        | 18        | 19        | 20        | 21        | 22        |
| 39        | 23        | 24        | 25        | 26        | 27        | 28        | 29        |
| 40        | 30        |           |           |           |           |           |           |
| --------- | --------- | --------- | --------- | --------- | --------- | --------- | --------- |

| Oktober | Oktober | Oktober | Oktober | Oktober | Oktober | Oktober | Oktober |
| Kw      | Mo      | Di      | Mi      | Do      | Fr      | Sa      | So      |
| 40      |         | 1       | 2       | 3       | 4       | 5       | 6       |
| 41      | 7       | 8       | 9       | 10      | 11      | 12      | 13      |
| 42      | 14      | 15      | 16      | 17      | 18      | 19      | 20      |
| 43      | 21      | 22      | 23      | 24      | 25      | 26      | 27      |
| 44      | 28      | 29      | 30      | 31      |         |         |         |
| ------- | ------- | ------- | ------- | ------- | ------- | ------- | ------- |

| November | November | November | November | November | November | November | November |
| Kw       | Mo       | Di       | Mi       | Do       | Fr       | Sa       | So       |
| 44       |          |          |          |          | 1        | 2        | 3        |
| 45       | 4        | 5        | 6        | 7        | 8        | 9        | 10       |
| 46       | 11       | 12       | 13       | 14       | 15       | 16       | 17       |
| 47       | 18       | 19       | 20       | 21       | 22       | 23       | 24       |
| 48       | 25       | 26       | 27       | 28       | 29       | 30       |          |
| -------- | -------- | -------- | -------- | -------- | -------- | -------- | -------- |

| Dezember | Dezember | Dezember | Dezember | Dezember | Dezember | Dezember | Dezember |
| Kw       | Mo       | Di       | Mi       | Do       | Fr       | Sa       | So       |
| 48       |          |          |          |          |          |          | 1        |
| 49       | 2        | 3        | 4        | 5        | 6        | 7        | 8        |
| 50       | 9        | 10       | 11       | 12       | 13       | 14       | 15       |
| 51       | 16       | 17       | 18       | 19       | 20       | 21       | 22       |
| 52       | 23       | 24       | 25       | 26       | 27       | 28       | 29       |
| 1        | 30       | 31       |          |          |          |          |          |
| -------- | -------- | -------- | -------- | -------- | -------- | -------- | -------- |

| Januar | Januar | Januar | Januar | Januar | Januar | Januar | Januar |
| Kw     | Mo     | Di     | Mi     | Do     | Fr     | Sa     | So     |
| 1      |        | 1      | 2      | 3      | 4      | 5      | 6      |
| 2      | 7      | 8      | 9      | 10     | 11     | 12     | 13     |
| 3      | 14     | 15     | 16     | 17     | 18     | 19     | 20     |
| 4      | 21     | 22     | 23     | 24     | 25     | 26     | 27     |
| 5      | 28     | 29     | 30     | 31     |        |        |        |
| ------ | ------ | ------ | ------ | ------ | ------ | ------ | ------ |

| Februar | Februar | Februar | Februar | Februar | Februar | Februar | Februar |
| Kw      | Mo      | Di      | Mi      | Do      | Fr      | Sa      | So      |
| 5       |         |         |         |         | 1       | 2       | 3       |
| 6       | 4       | 5       | 6       | 7       | 8       | 9       | 10      |
| 7       | 11      | 12      | 13      | 14      | 15      | 16      | 17      |
| 8       | 18      | 19      | 20      | 21      | 22      | 23      | 24      |
| 9       | 25      | 26      | 27      | 28      |         |         |         |
| ------- | ------- | ------- | ------- | ------- | ------- | ------- | ------- |

| März | März | März | März | März | März | März | März |
| Kw   | Mo   | Di   | Mi   | Do   | Fr   | Sa   | So   |
| 9    |      |      |      |      | 1    | 2    | 3    |
| 10   | 4    | 5    | 6    | 7    | 8    | 9    | 10   |
| 11   | 11   | 12   | 13   | 14   | 15   | 16   | 17   |
| 12   | 18   | 19   | 20   | 21   | 22   | 23   | 24   |
| 13   | 25   | 26   | 27   | 28   | 29   | 30   | 31   |
| ---- | ---- | ---- | ---- | ---- | ---- | ---- | ---- |

| April | April | April | April | April | April | April | April |
| Kw    | Mo    | Di    | Mi    | Do    | Fr    | Sa    | So    |
| 14    | 1     | 2     | 3     | 4     | 5     | 6     | 7     |
| 15    | 8     | 9     | 10    | 11    | 12    | 13    | 14    |
| 16    | 15    | 16    | 17    | 18    | 19    | 20    | 21    |
| 17    | 22    | 23    | 24    | 25    | 26    | 27    | 28    |
| 18    | 29    | 30    |       |       |       |       |       |
| ----- | ----- | ----- | ----- | ----- | ----- | ----- | ----- |

| Mai | Mai | Mai | Mai | Mai | Mai | Mai | Mai |
| Kw  | Mo  | Di  | Mi  | Do  | Fr  | Sa  | So  |
| 18  |     |     | 1   | 2   | 3   | 4   | 5   |
| 19  | 6   | 7   | 8   | 9   | 10  | 11  | 12  |
| 20  | 13  | 14  | 15  | 16  | 17  | 18  | 19  |
| 21  | 20  | 21  | 22  | 23  | 24  | 25  | 26  |
| 22  | 27  | 28  | 29  | 30  | 31  |     |     |
| --- | --- | --- | --- | --- | --- | --- | --- |

| Juni | Juni | Juni | Juni | Juni | Juni | Juni | Juni |
| Kw   | Mo   | Di   | Mi   | Do   | Fr   | Sa   | So   |
| 22   |      |      |      |      |      | 1    | 2    |
| 23   | 3    | 4    | 5    | 6    | 7    | 8    | 9    |
| 24   | 10   | 11   | 12   | 13   | 14   | 15   | 16   |
| 25   | 17   | 18   | 19   | 20   | 21   | 22   | 23   |
| 26   | 24   | 25   | 26   | 27   | 28   | 29   | 30   |
| ---- | ---- | ---- | ---- | ---- | ---- | ---- | ---- |

| Juli | Juli | Juli | Juli | Juli | Juli | Juli | Juli |
| Kw   | Mo   | Di   | Mi   | Do   | Fr   | Sa   | So   |
| 27   | 1    | 2    | 3    | 4    | 5    | 6    | 7    |
| 28   | 8    | 9    | 10   | 11   | 12   | 13   | 14   |
| 29   | 15   | 16   | 17   | 18   | 19   | 20   | 21   |
| 30   | 22   | 23   | 24   | 25   | 26   | 27   | 28   |
| 31   | 29   | 30   | 31   |      |      |      |      |
| ---- | ---- | ---- | ---- | ---- | ---- | ---- | ---- |

| August | August | August | August | August | August | August | August |
| Kw     | Mo     | Di     | Mi     | Do     | Fr     | Sa     | So     |
| 31     |        |        |        | 1      | 2      | 3      | 4      |
| 32     | 5      | 6      | 7      | 8      | 9      | 10     | 11     |
| 33     | 12     | 13     | 14     | 15     | 16     | 17     | 18     |
| 34     | 19     | 20     | 21     | 22     | 23     | 24     | 25     |
| 35     | 26     | 27     | 28     | 29     | 30     | 31     |        |
| ------ | ------ | ------ | ------ | ------ | ------ | ------ | ------ |

| September | September | September | September | September | September | September | September |
| Kw        | Mo        | Di        | Mi        | Do        | Fr        | Sa        | So        |
| 35        |           |           |           |           |           |           | 1         |
| 36        | 2         | 3         | 4         | 5         | 6         | 7         | 8         |
| 37        | 9         | 10        | 11        | 12        | 13        | 14        | 15        |
| 38        | 16        | 17        | 18        | 19        | 20        | 21        | 22        |
| 39        | 23        | 24        | 25        | 26        | 27        | 28        | 29        |
| 40        | 30        |           |           |           |           |           |           |
| --------- | --------- | --------- | --------- | --------- | --------- | --------- | --------- |

| Oktober | Oktober | Oktober | Oktober | Oktober | Oktober | Oktober | Oktober |
| Kw      | Mo      | Di      | Mi      | Do      | Fr      | Sa      | So      |
| 40      |         | 1       | 2       | 3       | 4       | 5       | 6       |
| 41      | 7       | 8       | 9       | 10      | 11      | 12      | 13      |
| 42      | 14      | 15      | 16      | 17      | 18      | 19      | 20      |
| 43      | 21      | 22      | 23      | 24      | 25      | 26      | 27      |
| 44      | 28      | 29      | 30      | 31      |         |         |         |
| ------- | ------- | ------- | ------- | ------- | ------- | ------- | ------- |

| November | November | November | November | November | November | November | November |
| Kw       | Mo       | Di       | Mi       | Do       | Fr       | Sa       | So       |
| 44       |          |          |          |          | 1        | 2        | 3        |
| 45       | 4        | 5        | 6        | 7        | 8        | 9        | 10       |
| 46       | 11       | 12       | 13       | 14       | 15       | 16       | 17       |
| 47       | 18       | 19       | 20       | 21       | 22       | 23       | 24       |
| 48       | 25       | 26       | 27       | 28       | 29       | 30       |          |
| -------- | -------- | -------- | -------- | -------- | -------- | -------- | -------- |

| Dezember | Dezember | Dezember | Dezember | Dezember | Dezember | Dezember | Dezember |
| Kw       | Mo       | Di       | Mi       | Do       | Fr       | Sa       | So       |
| 48       |          |          |          |          |          |          | 1        |
| 49       | 2        | 3        | 4        | 5        | 6        | 7        | 8        |
| 50       | 9        | 10       | 11       | 12       | 13       | 14       | 15       |
| 51       | 16       | 17       | 18       | 19       | 20       | 21       | 22       |
| 52       | 23       | 24       | 25       | 26       | 27       | 28       | 29       |
| 1        | 30       | 31       |          |          |          |          |          |
| -------- | -------- | -------- | -------- | -------- | -------- | -------- | -------- |

## Ereignisse

### Politik und Weltgeschehen

#### Pfälzischer Erbfolgekrieg / King William’s War

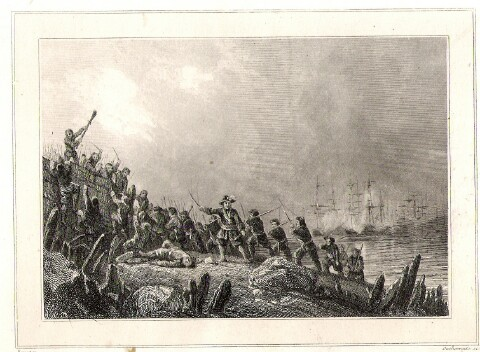
Erstürmung von Cartagena

- April bis Juni: Beim Überfall auf Cartagena gelingt französischen Freibeutern die Eroberung der spanischen Stadt im heutigen Kolumbien. Dieser französische Coup führt zu verstärkter Friedensbereitschaft Spaniens und dem Beginn von Friedensverhandlungen in Rijswijk im Mai.

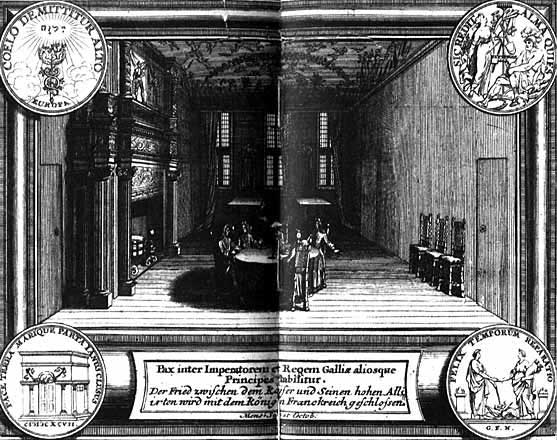
Friedensverhandlungen von Rijswijk 1697
zeitgenössischer Kupferstich

- 30. Oktober: Nach England, Spanien und den Niederlanden am 20. September beendet auch das Heilige Römische Reich unter Leopold I. den Pfälzischen Erbfolgekrieg mit dem französischen König Ludwig XIV. durch den Frieden von Rijswijk. Damit endet zugleich King William’s War in den nordamerikanischen Kolonien.

#### Großer Türkenkrieg
- August: Prinz Eugen von Savoyen, dessen Heer nach dem Vertrag von Vigevano im Pfälzischen Erbfolgekrieg für andere Aufgaben frei geworden ist, sammelt seine Truppen bei Peterwardein, um den Vorstoß des Osmanischen Reichs aufzuhalten. Vorläufig kommt es nur zu kleineren Scharmützeln.
- Anfang September: Die Osmanen ziehen entlang der Theiß Richtung Norden, um die Festung Szeged zu erobern.
- 11. September: Die Osmanen werden beim Versuch, die Theiß zu überqueren, von Prinz Eugen von Savoyen überrascht, und in der Schlacht bei Zenta vernichtend geschlagen.

#### Kursachsen / Polen
- 1. Juni: Sachsens Herrscher August der Starke tritt zum katholischen Glauben über, um die polnische Krone zu erlangen.

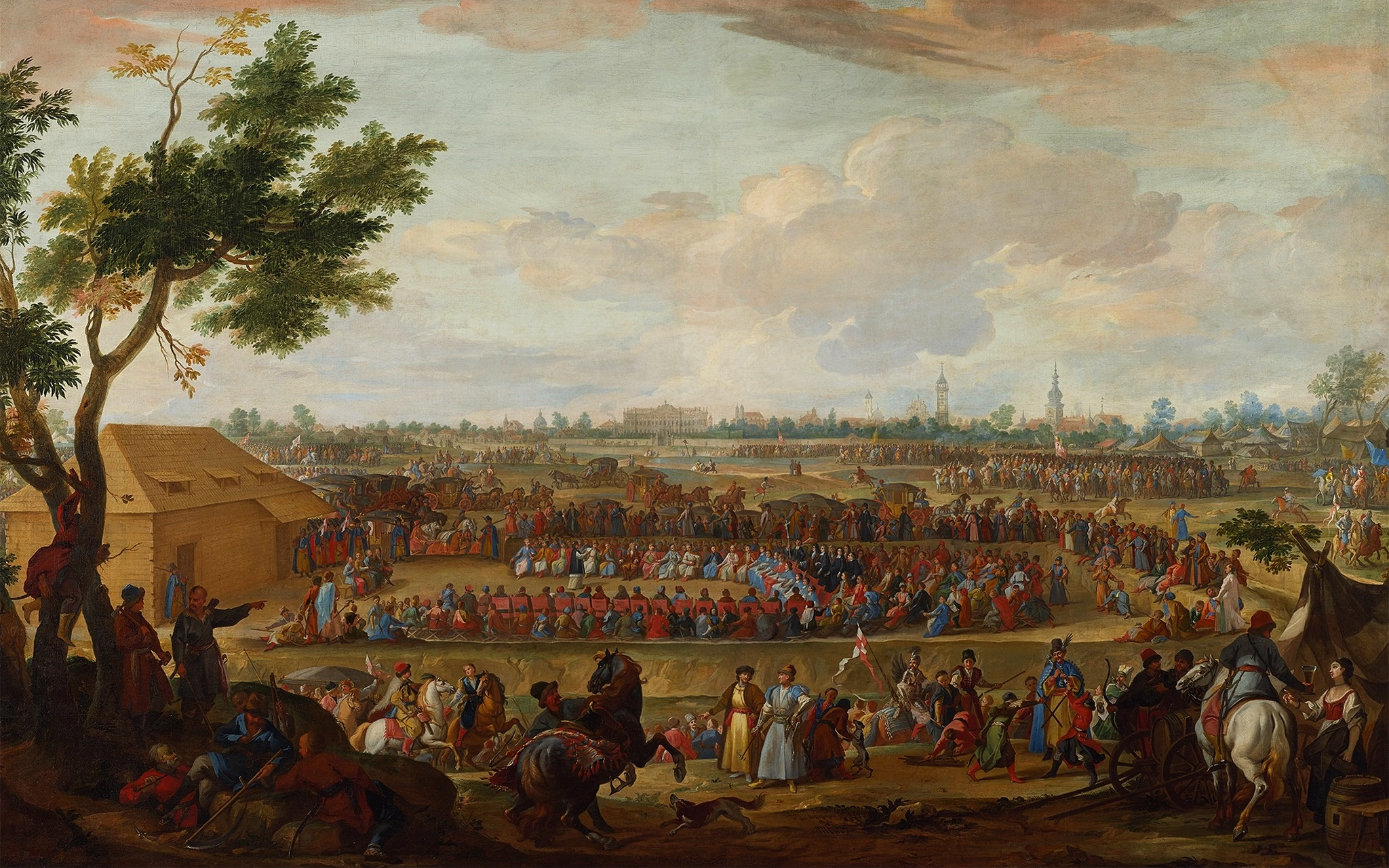
Freie Wahl 1697

- 27. Juni: Bei der Wahl des neuen Königs und Großfürsten Polen-Litauens auf dem Wahlfeld in Wola erhält François Louis de Bourbon, prince de Conti die meisten Stimmen, was das Lager seines wichtigsten Mitbewerbers, des sächsischen Kurfürsten August des Starken, sofort anficht, woraufhin August sich selbst zum neuen Herrscher bestimmt. Der dritte Kandidat, Jakob Louis Heinrich Sobieski, erklärt seine Unterstützung für François Louis.
- Am 27. Juli passiert August der Starke, unterstützt vom Zarentum Russland, dem Erzherzogtum Österreich sowie Brandenburg-Preußen, die polnische Grenze nahe Czeladź in Kleinpolen. Er marschiert nach Krakau, das er jedoch vorläufig nicht betreten kann, da der Starost von Krakau Franciszek Wielopolski selbst ein Befürworter des Prinzen de Conti ist und ihm dementsprechend den Einzug in die Stadt verwehrt. Das Problem wird in kurzer Zeit mittels Bestechung gelöst. Übereinstimmend mit dem polnischen Recht darf die Krönung in der Wawel-Kathedrale allerdings ausschließlich mit den königlichen Insignien ausgeführt werden, welche in der Waweler Schatzkammer aufbewahrt werden. Um in die Schatzkammer zu gelangen, müsste eine Tür mit acht Schlössern geöffnet werden. Die Schlüssel werden von acht Senatoren aufbewahrt, von denen jedoch sechs Senatoren Conti favorisieren. August und seine Gefolgschaft entscheiden sich daher, ein Loch in die Mauer der Schatzkammer zu brechen, wobei die Tür unberührt gelassen wird.
- Am 15. September unterschreibt August II. die Pacta conventa und wird durch den Bischof von Kujawien Stanisław Dąmbski zum neuen König von Polen gekrönt. Er begründet damit die Personalunion Sachsen-Polen. Der Primas Poloniae Michael Radziejowski verweigert der Krönung die Anerkennung und verkündet, dass François Louis de Bourbon, prince de Conti der rechtmäßige Herrscher sei. Radziejowski beginnt die sogenannte Łowicz Rokosz, welche die Unterstützer des Franzosen versammelt.
- Conti trifft mit einem Geschwader von sechs Schiffen unter dem Kommando von Jean Bart am 26. September im an der Ostsee gelegenen Hafen von Danzig ein. Da das Zarentum Russland seine Armee nahe der litauischen Grenze konzentriert hat, droht ein internationaler Konflikt auszubrechen. Die Situation wird ohne ausländische Intervention gelöst, als am 9. November Augusts Truppen Conti zwingen, sowohl seine Unterkunft in Oliwa als auch Polen selbst zu verlassen. Am 12. Dezember kehrt Conti nach Frankreich zurück.

#### Russland
- 23. Februar: Aufdeckung einer Verschwörung gegen Zar Peter I., die Anführer werden hingerichtet.
- 10. März: Peter I. beginnt eine Europareise (Die Große Gesandtschaft). Das Gefolge reist zuerst nach Nowgorod. Der Zar reist inkognito als Unteroffizier des Preobraschensker Regiments im Gefolge mit. 14 Tage später kommt die Gruppe in Riga im schwedischen Livland an. Im holländischen Zaandam möchte er Kenntnisse im Schiffsbau erlangen, muss die Stadt aber nach acht Tagen wieder verlassen. Im August beginnt er eine Zimmermannslehre in Amsterdam.
- Kosaken entdecken auf ihren Streifzügen in den Osten Russlands die Halbinsel Kamtschatka.

#### Schweden

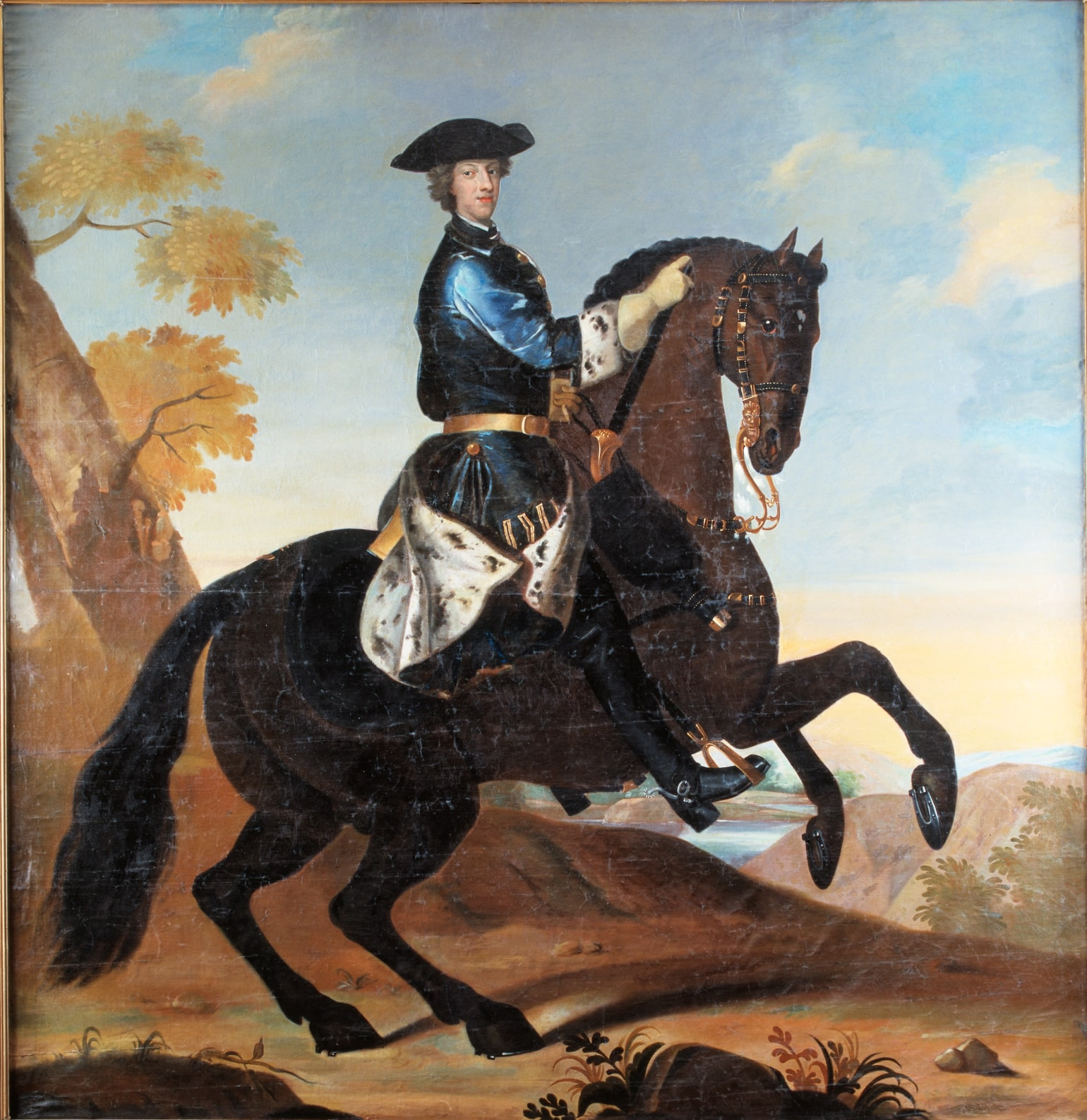
Karl XII. zu Pferd

- 15. April: Auf den verstorbenen Karl XI. folgt sein Sohn Karl XII. aus dem Hause Wittelsbach. Er wird damit zugleich Herzog von Pfalz-Zweibrücken und Herzog von Bremen-Verden.

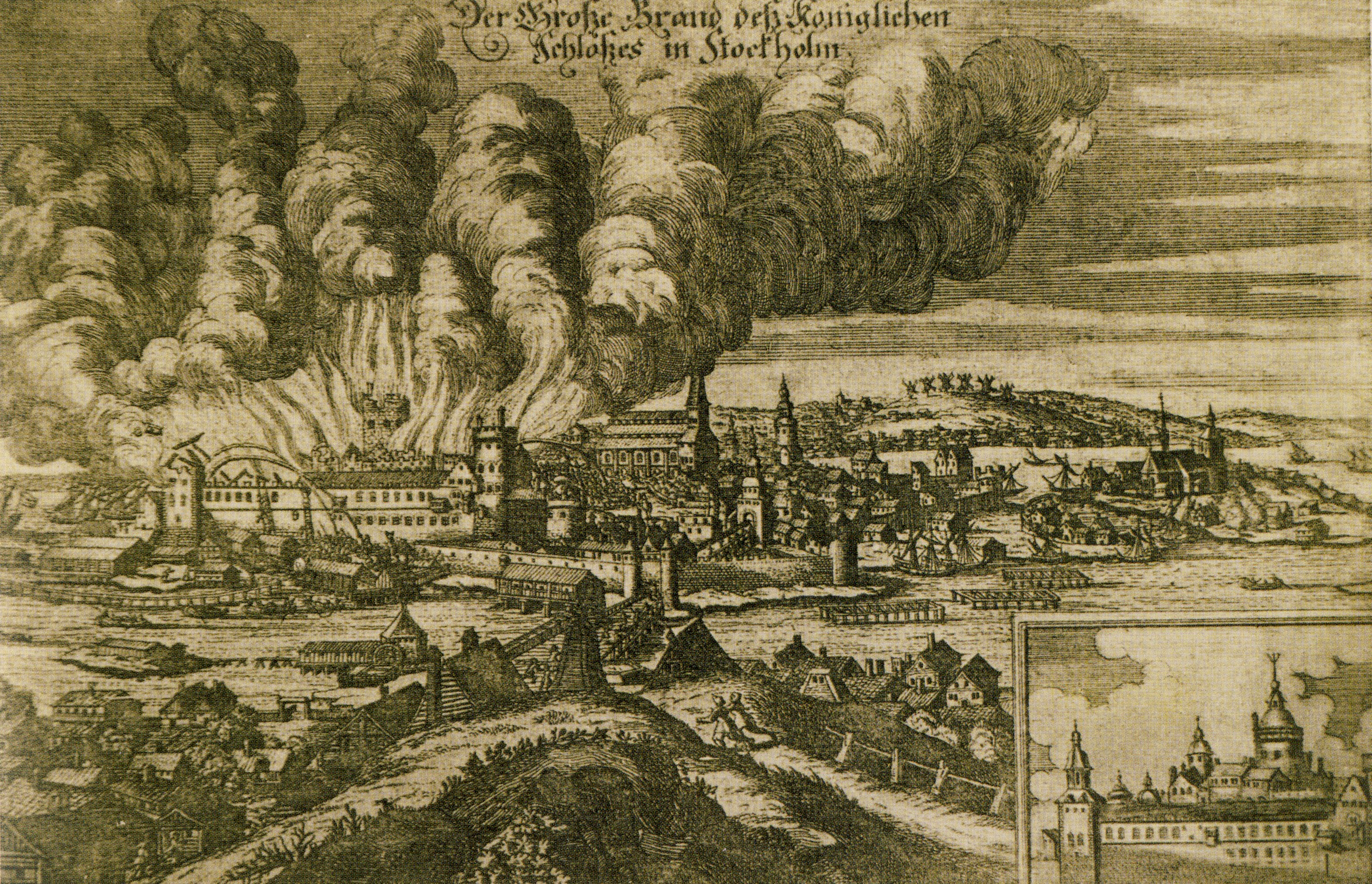
Kupferstich zum Schlossbrand

- 17. Mai: Die Burg Tre Kronor, Residenz des schwedischen Königs in Stockholm, wird bei einem Brand vollständig zerstört.
- 14. Dezember: Im Alter von 15 Jahren wird Karl XII. zum König von Schweden gekrönt.

#### Asien
- 4. April(?): Nach der Niederlage gegen den chinesischen Kaiser Kangxi bei Dsuunmod im Vorjahr, bei der ihm überdies sein Neffe Tsewangrabtan in den Rücken gefallen ist, begeht Khungtaidschi Galdan, Herrscher des bis dahin expandierenden Reiches der Dschungaren, Selbstmord. Tsewangrabtan wird neuer Herrscher des Reichs.

#### Yucatan
- 13. März: Spanische Soldaten nehmen die auf einer Insel im Petén-Itzá-See gelegene Stadt Tayasal, das heutige Flores, ein. Der letzte Rückzugsort von Itzá-Mayas wird anschließend zerstört.

### Wirtschaft
- 23. Juli: In Leipzig wird erstmals in Deutschland eine Klassenlotterie durchgeführt.

#### Literatur

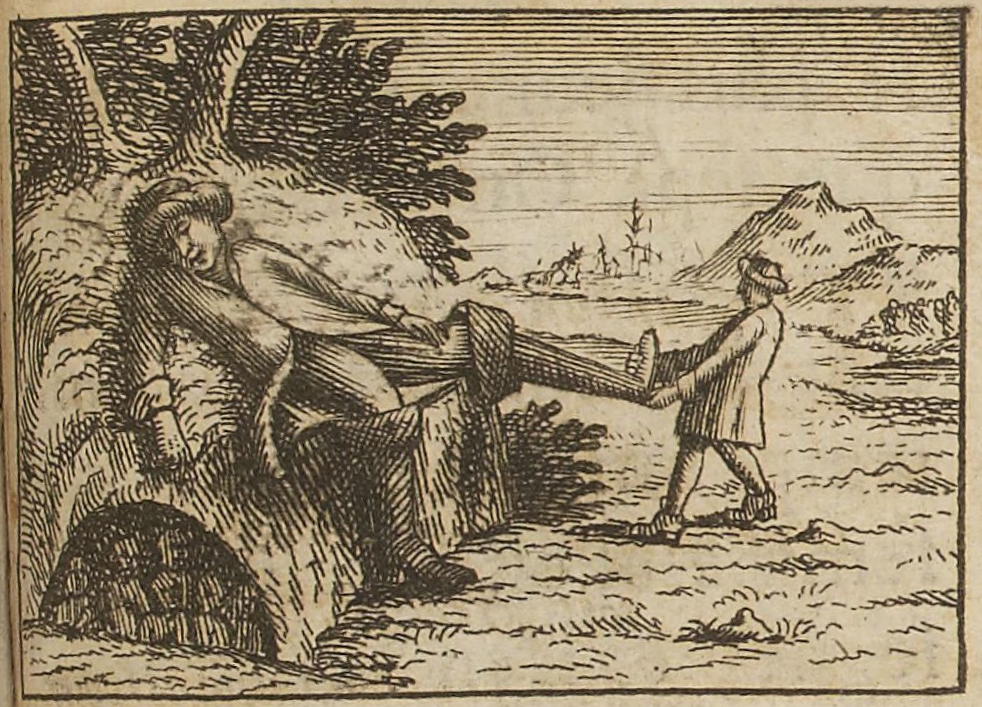
Illustration zum Petit Poucet von Antoine Clouzier in der Erstausgabe der Contes von 1697

### Kultur

#### Musik und Theater
- 4. Februar: Im Tordinona in Rom erfolgt die Uraufführung der Oper La clemenza d'Augusto von Giovanni Bononcini.
- An der Hamburger Oper am Gänsemarkt hat die Barockoper Der geliebte Adonis von Reinhard Keiser ihre Uraufführung. Das Libretto stammt von Christian Heinrich Postel nach einem Stoff aus Ovids Metamorphosen. Es behandelt die Geschichte von Venus und Adonis.

### Gesellschaft und Religion
- 8. Januar: Der schottische Medizinstudent Thomas Aikenhead ist der letzte Mensch, der auf dem Gebiet des heutigen Großbritannien wegen Blasphemie am Galgen hingerichtet wird. Die Hinrichtung des „Gotteslästerers“, dem bei seinem Prozess kein Verteidiger beigestellt worden ist, erregt europaweit Aufsehen.

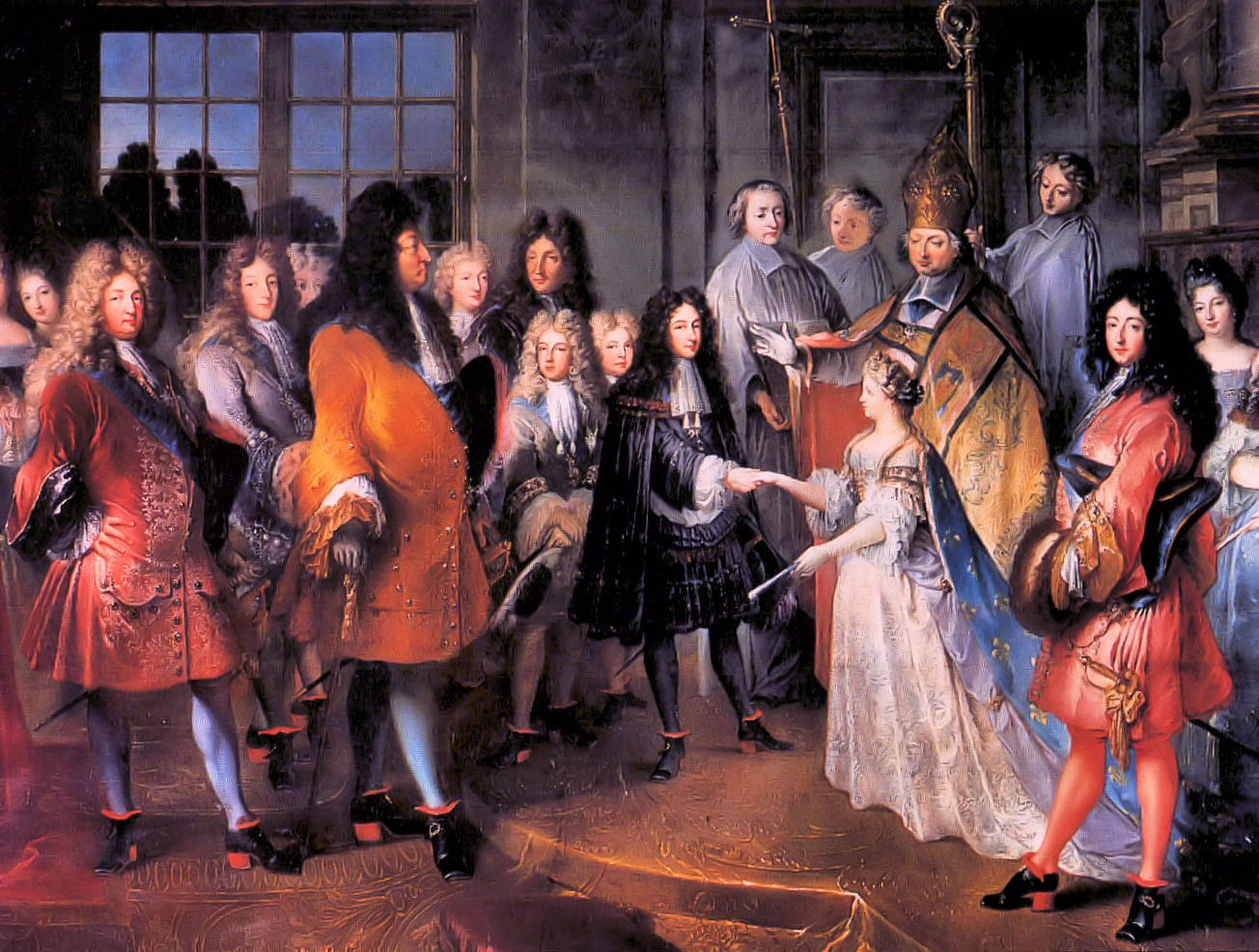
Die Hochzeit von 1697

- 7. Dezember: Der 15-jährige Louis de Bourbon, Herzog von Burgund, ältester Enkel des französischen Königs Ludwig XIV., heiratet einen Tag nach deren zwölftem Geburtstag Prinzessin Maria Adelaide von Savoyen.

## Geboren

### Erstes Halbjahr
- 15. Januar: Johann Georg Fischer, deutscher Orgelbauer († 1780)
- 30. Januar: Johann Joachim Quantz, Musiker, Komponist und Flötenlehrer Friedrichs des Großen († 1773)
- 03. Februar: Ferdinand August Hommel, deutscher Rechtswissenschaftler († 1765)
- 07. Februar: Anna Maria Christmann, deutsche Soldatin († 1761)
- 09. März: Friederike Caroline Neuber, deutsche Schauspielerin († 1760)
- 24. März: Louis César Constantin de Rohan-Guéméné, katholischer Kardinal und Bischof von Straßburg († 1779)
- 30. März: Faustina Bordoni, italienische Sängerin († 1781)
- 30. März: Johann Baptist Xavery, niederländischer Bildhauer († 1742)
- 01. April: Antoine-François Prévost, französischer Schriftsteller († 1763)
- 02. April: Sauveur François Morand, französischer Chirurg († 1773)
- 17. April: Johann Ernst Hähnel, deutscher Orgelbauer († vermutlich 1777)
- 24. April: Kamo no Mabuchi, japanischer Dichter und Literaturwissenschaftler († 1769)
- 26. April: Adam Falckenhagen, deutscher Komponist, Lautenist und Theorbist († 1754)
- 28. April: Karl Josef Batthyány, österreichischer General und Feldmarschall († 1772)
- April: Christine Kirch, Berliner Kalendermacherin und Astronomin († 1782)
- 01. Mai: David Matthieu, deutscher Porträtmaler († 1756)
- 03. Mai: George Anson, 1. Baron Anson, britischer Marineoffizier und bedeutender Theoretiker der Seekriegskunst († 1762)
- 10. Mai: Jean-Marie Leclair, französischer Komponist und Violinist († 1764)
- 09. Juni: August Ludwig, Fürst von Anhalt-Köthen († 1755)
- 10. Juni: Johann Kaspar Barthel, deutscher katholischer Kirchenrechtler und Hochschullehrer († 1771)
- 11. Juni: Francesco Antonio Vallotti, italienischer Komponist, Musiktheoretiker und Organist († 1780)
- 24. Juni: Heinrich Joseph Johann Fürst von Auersperg, Fürst von Auersperg und Herzog von Münsterberg († 1783)

### Zweites Halbjahr
- 09. Juli: Paolo Anesi, italienischer Landschaftsmaler († 1773)
- 11. Juli: Jean-Baptiste Bourguignon d’Anville, französischer Geograf und Kartograf († 1782)
- 31. Juli: Pietro Paolo Vasta, italienischer Maler († 1760)

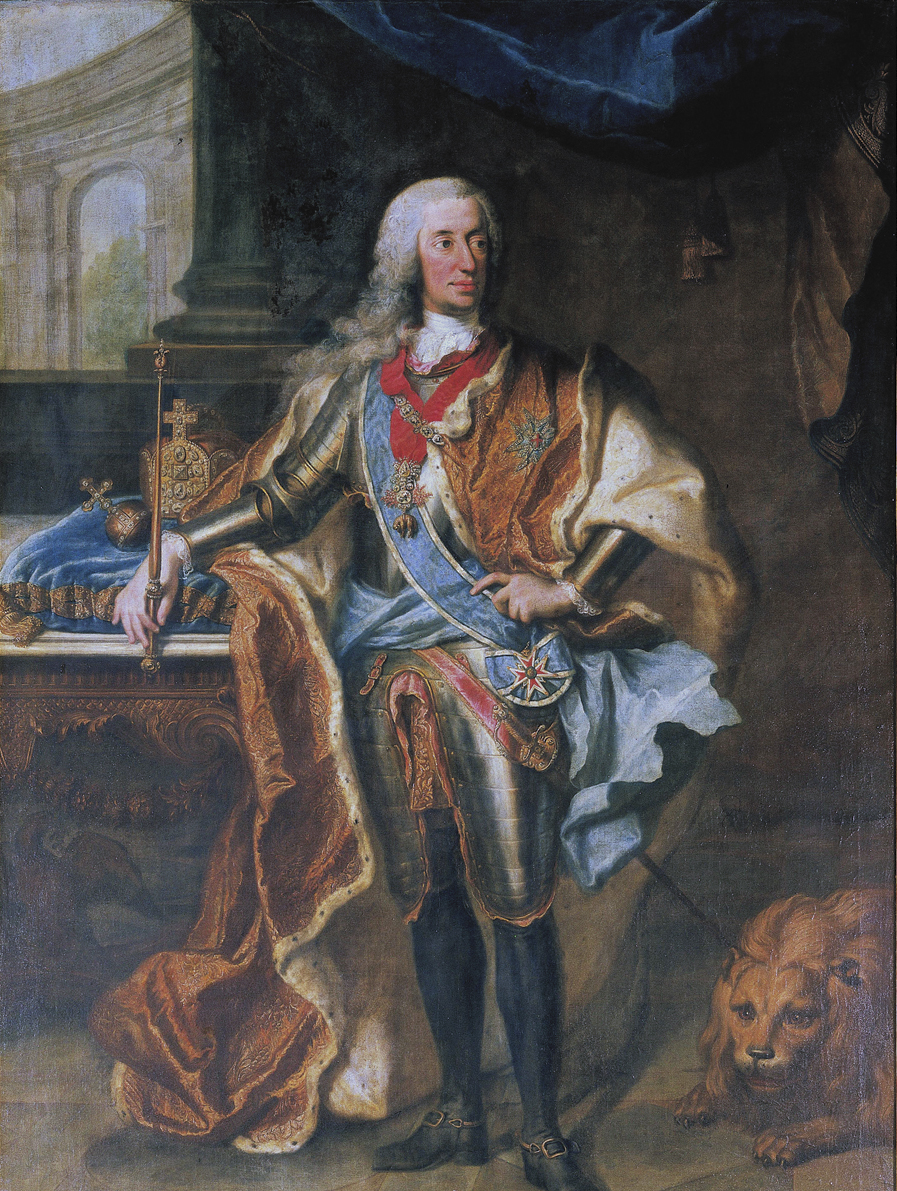
Karl VII. als Kaiser

- 06. August: Karl VII., Kurfürst und Herzog von Bayern, Kaiser des Heiligen Römischen Reiches († 1745)
- 06. August: Nicola Salvi, italienischer Architekt († 1751)
- 29. August: Adalbert II. von Walderdorff, Propst in Blankenau sowie Fürstabt und Bischof von Fulda († 1759)
- 12. September: Hieronymus Annoni, schweizerischer Theologe und Kirchenliederdichter († 1770)
- 17. September: John Gardner, Vizegouverneur der Colony of Rhode Island and Providence Plantations († 1764)
- 20. September: Ludwig Debiel, österreichischer Jesuit und Theologe († 1771)
- 02. Oktober: Antoine Grimaldi, Regent von Monaco († 1784)

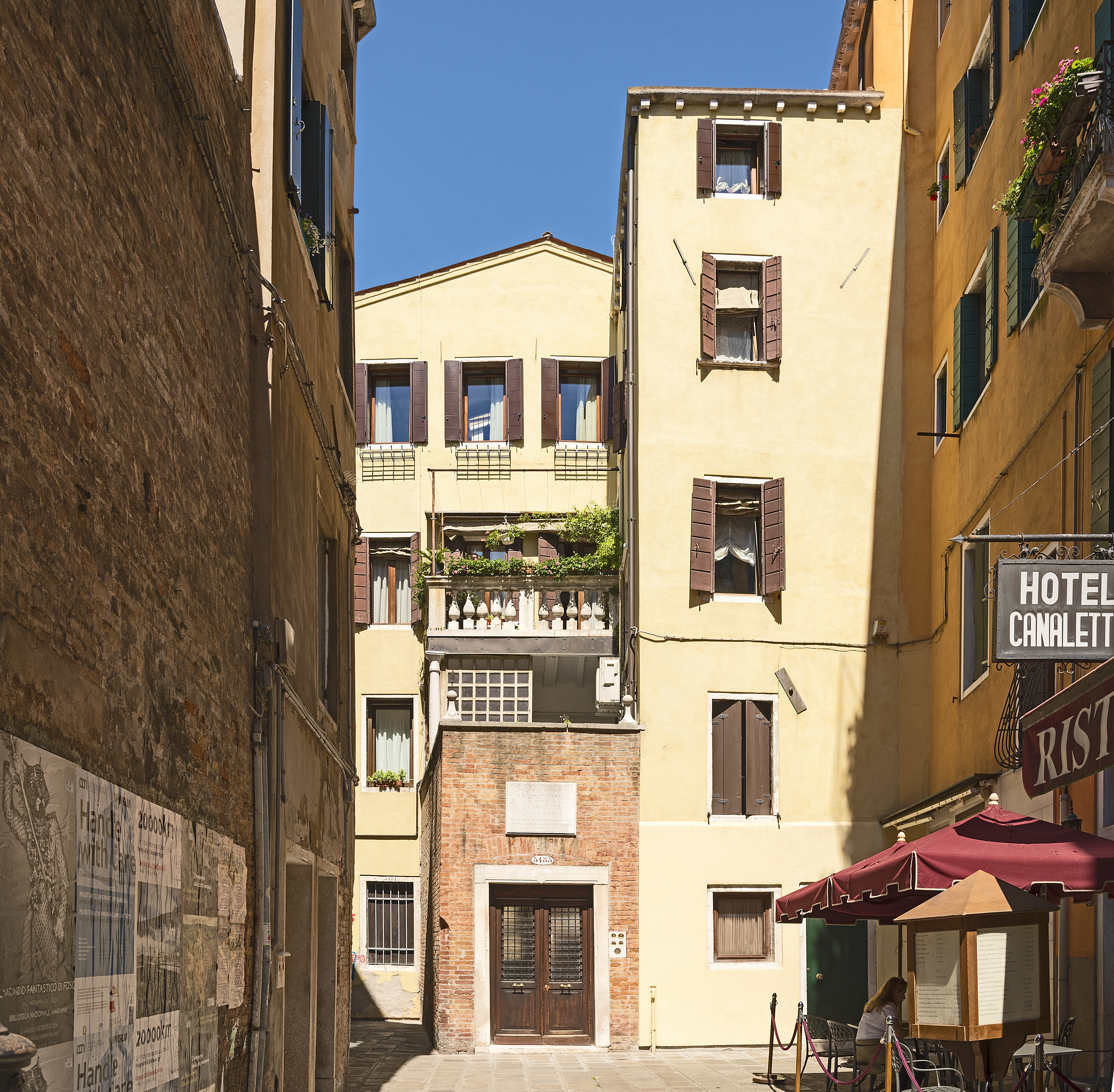
Canalettos Geburtshaus in Venedig

- 07. Oktober: Giovanni Antonio Canal (Canaletto), venezianischer Maler († 1768)
- 22. Oktober: Catharina Amalia von Schlegel, deutsche Kirchenlieddichterin († nach 1768)
- 26. Oktober: John Peter Zenger, deutschamerikanischer Publizist und Verleger († 1746)
- 28. Oktober: Johann Gottfried Auerbach, deutscher Maler († 1753)
- 29. Oktober: George Desmarées, schwedischer Maler († 1776)
- 10. November: William Hogarth, britischer Maler und Kupferstecher († 1764)
- 10. November: Louise-Hippolyte, Fürstin von Monaco († 1731)
- 13. November: Teodoro Benedetti, italienischer Architekt und Bildhauer († 1783)
- 25. November: Maria Karolina Sobieska, polnischer Prinzessin, Herzogin von Bouillon († 1740)
- 25. November: Gerhard Tersteegen, Mystiker und Dichter von Kirchenliedern († 1769)
- 03. Dezember: Johann Hencke, österreichischer Orgelbauer († 1766)
- 12. Dezember: Christian von Loß, deutscher Kabinettsminister († 1770)
- 18. Dezember: Johann Heinrich Arnold, badischer Werkmeister († 1770)
- 25. Dezember: John Rutty, englischer Mediziner, Chemiker und Naturforscher († 1775)

### Genaues Geburtsdatum unbekannt
- Bernardus Accama, niederländischer Maler († 1756)
- Martin Aumüller, böhmischer Bildhauer und Holzschnitzer († 1757)
- Daniel Schleyermacher, deutscher Geistlicher († 1765 oder kurz danach)

## Gestorben

### Todesdatum gesichert
- 08. Januar: Thomas Aikenhead, schottischer Medizinstudent, wegen Blasphemie hingerichtet (* 1676)
- 25. Januar: Jakob Breyne, Danziger Kaufmann und Botaniker (* 1637)
- 28. Januar: John Fenwick, englischer Jakobiten-Verschwörer (* um 1645)
- 04. Februar: Adrien de Wignacourt, Großmeister des Malteserordens (* 1618)
- 11. Februar: Georg Händel, Vater von Georg Friedrich Händel (* 1622)
- 21. Februar: Ludwig Gustav, Graf zu Hohenlohe-Waldenburg-Schillingsfürst (* 1634)
- 02. März: Johann Schulte, deutscher Jurist und Bürgermeister von Hamburg (* 1621)
- 12. März: Gaspar de la Cerda Sandoval Silva y Mendoza, spanischer Kolonialverwalter und Vizekönig von Neuspanien (* 1653)
- 17. März: Þórður Þorláksson, isländischer evangelischer Bischof (* 1637)
- 04. April(?): Khungtaidschi Galdan, Herrscher der Dschungaren (* 1632 oder 1644)
- 06. April: Simon Bradstreet, letzter Gouverneur der englischen Massachusetts Bay Colony (* 1603)
- 15. April: Karl XI., König von Schweden und in Personalunion Herzog von Zweibrücken (* 1655)
- 27. April: Kanō Einō, japanischer Maler (* 1631)
- 12. Mai: Georges d’Aubusson de la Feuillade, französischer Geistlicher (* 1609)
- 24. Mai: Johann Adolf I., Herzog von Sachsen-Weißenfels und Fürst von Sachsen-Querfurt (* 1649)
- 29. Mai: Siface (eigtl. Giovanni Francesco Grossi), italienischer Sänger und Kastrat (ermordet; * 1653)
- 03. Juni: Silvius II. Friedrich, Herzog von Württemberg-Oels (* 1651)
- 07. Juni: John Aubrey, britischer Altertumsforscher (* 1626)
- 18. Juni: Gregorio Barbarigo, Kardinal und Heiliger der römisch-katholischen Kirche (* 1625)
- 05. Juli: Anton Wormbs, Generalvikar in Köln (* 1611)
- 18. Juli: António Vieira, portugiesischer Jesuit, Theologe und Missionar (* 1608)
- 23. Juli: Carl August von Alvensleben, braunschweig-lüneburgischer Hofrat und Magdeburger Domherr (* 1661)
- 22. August: Albrecht von Reichel, Stadtmajor, Stadtwachtmeister und Stadtkommandant in Breslau (* 1638)
- 23. August: Pedro Abarca, spanischer Theologe und Historiker (* 1619)
- 08. September: Heinrich Anselm von Ziegler und Kliphausen, deutscher Schriftsteller (* 1663)
- 15. September: Catharina Charlotta De la Gardie, Ehefrau des venezianischen Kriegshelden Otto Wilhelm Graf von Königsmarck (* 1654)
- 24. September: Gerhard Bode, deutscher evangelischer Theologe (* 1620)
- 28. September: Christian Flor, deutscher Komponist und Organist (* 1626)
- 12. Oktober: John Ravenscroft, englischer Komponist und Violinist (* 1650)
- 28. Oktober: Maria Anna Brunner, Schweizer Benediktinerin und Äbtissin des Klosters Hermetschwil (* 1655)
- 09. November: Louis d’Anglure de Bourlemont, französischer Jurist, Diplomat und Erzbischof (* 1617)
- 09. Dezember: Andreas Thamasch, österreichischer Bildhauer (* 1639)
- 13. Dezember: Lluís Bonifaç der Ältere, französischer Bildhauer
- 17. Dezember: Eleonore von Österreich, Königin von Polen und Herzogin von Lothringen (* 1653)
- 17. Dezember: Nicholas Greenberry, englischer Kolonialgouverneur von Maryland (* 1627)
- 31. Dezember: Lucas Faydherbe, Brabanter Bildhauer und Architekt (* 1617)

### Genaues Todesdatum unbekannt
- Pema Rigdzin, tibetischer Geistlicher der Nyingma-Schule des tibetischen Buddhismus und Gründer des Dzogchen-Klosters in Garzê (* 1625)
- Mose Zacuto, jüdischer Dichter und Kabbalist (* um 1625)